# Zbiornik Pogoria II

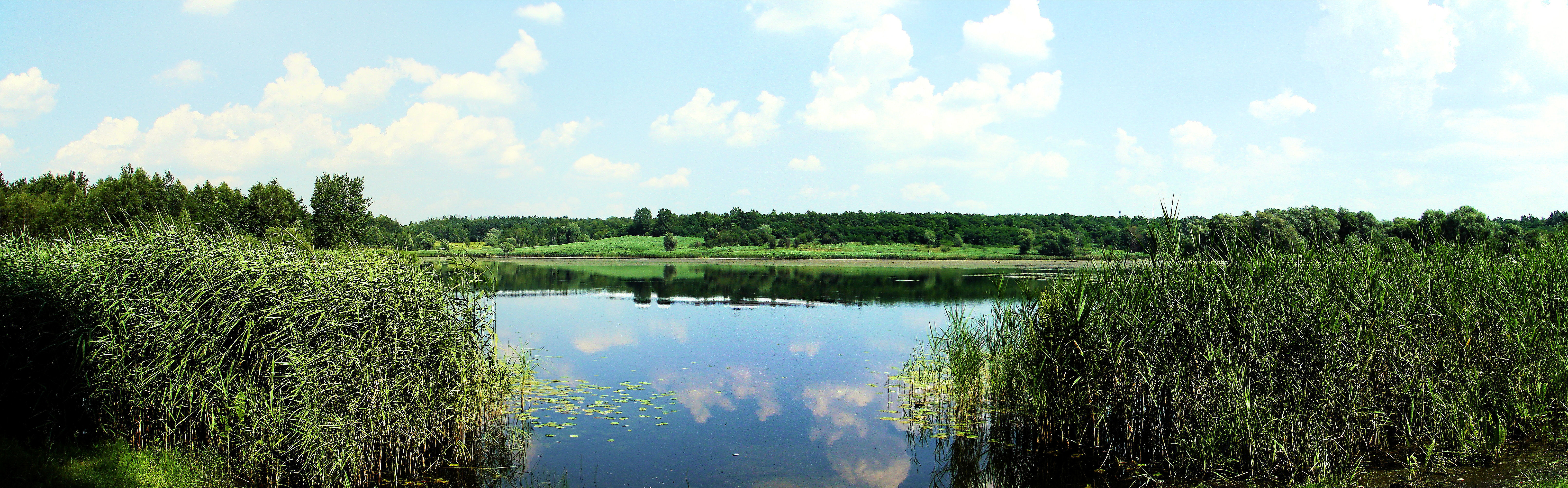
Użytek ekologiczny Pogoria II

Zbiornik Pogoria II – zbiornik poeksploatacyjny (popiaskowy) w zlewni cieku Pogoria, utworzony w latach 1976–1978, po przystosowaniu i napełnieniu wodą niezasypanej części piaskowni Gołonóg II. Powierzchnia lustra wody przy maksymalnym poziomie piętrzenia wynosi 26 ha, długość – 0,72 km, szerokość średnia – 0,36 km, szerokość maksymalna – 0,54 km, wskaźnik wydłużenia zbiornika – 1,33. Linia brzegowa ma długość 2 km. Jezioro poeksploatacyjne ma pojemność ok. 0,5 mln m³, przy czym głębokość średnia wynosi 1,9 m, a maksymalna 2,6 m.
Zbiornik spełnia ważne funkcje przyrodnicze i krajobrazowe, wraz z otoczeniem służy również ochronie przyrody. W maju 1996 roku pod nazwą „Pogoria II” na powierzchni 40 ha utworzono użytek ekologiczny dla ochrony biocenoz nadwodnych i bagiennych z bogatą awifauną (kolonia lęgowa ok. 200 par mew śmieszek oraz miejsce gniazdowania 23 gatunków ptaków; występują tu 4 gatunki roślin chronionych oraz 11 gatunków roślin rzadko spotykanych). W obrębie użytku zwracają uwagę niektóre osobliwości florystyczne, podkreślające nie tylko przyrodniczą, ale i edukacyjną wartość całego obszaru. Znaczenie społeczno-gospodarcze zbiornika i jego otoczenia sprowadza się do możliwości uprawiania spacerów rekreacyjnych i dydaktycznych, wędkarstwa oraz sportów rowerowych na obrzeżach zbiornika, przy czym w obrębie całego akwenu obowiązują liczne zakazy.

## Galeria

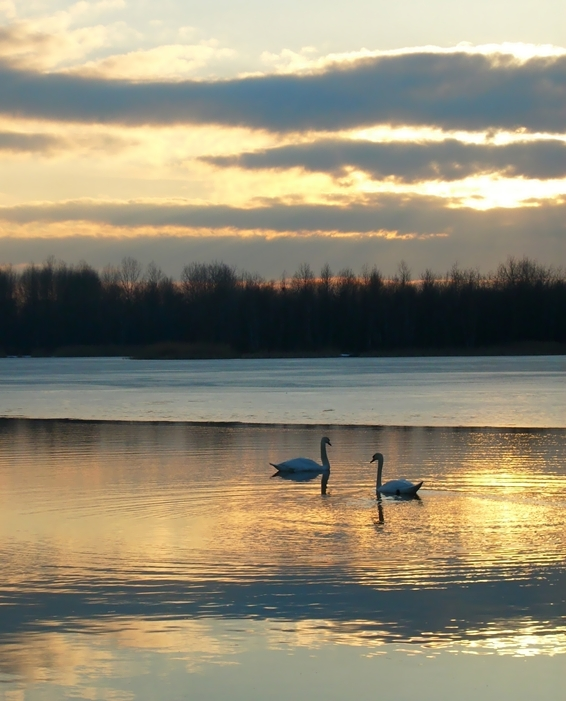
Pogoria II o zmierzchu
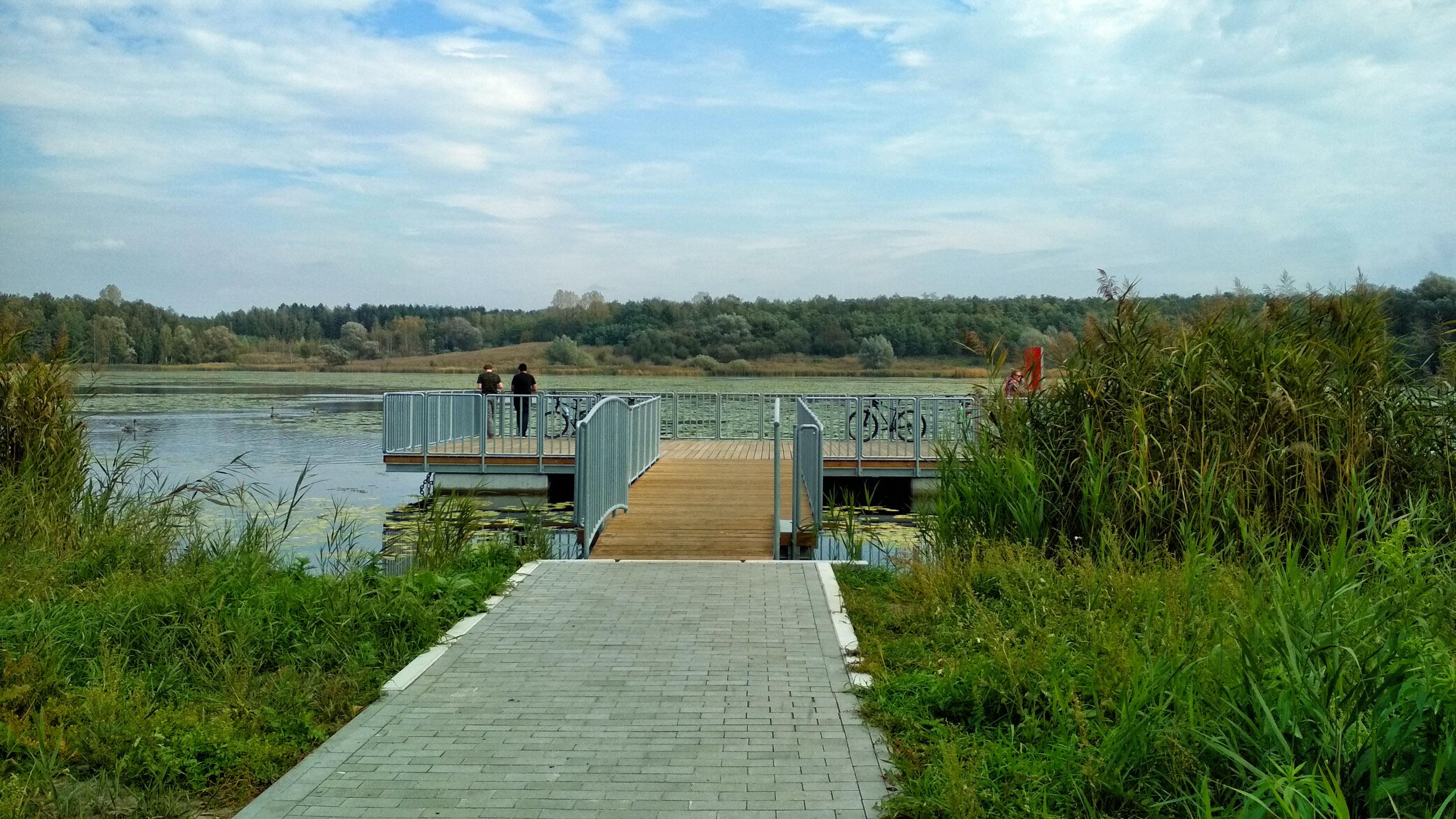
Pogoria II - pomost
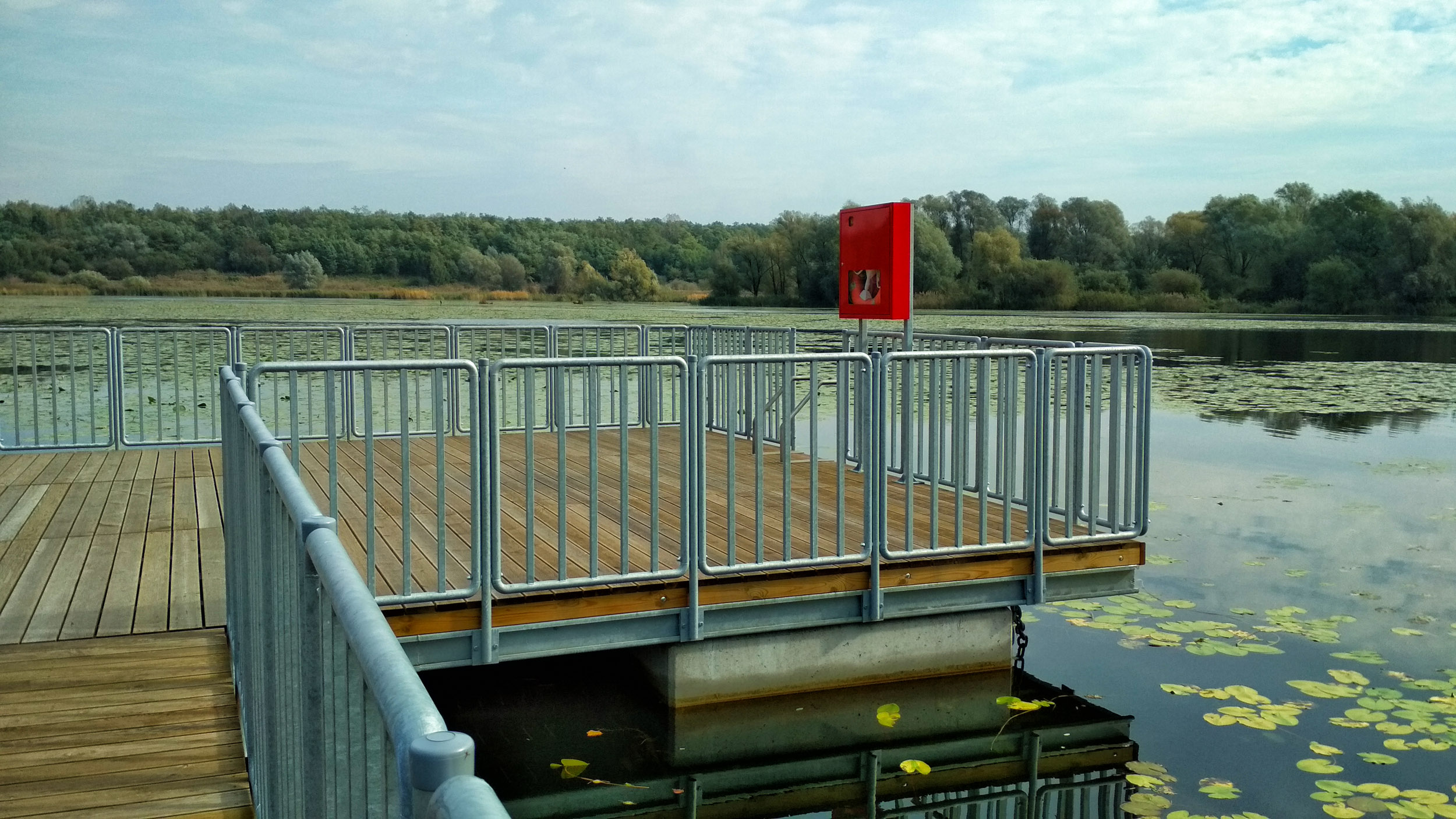
Pogoria II - pomost
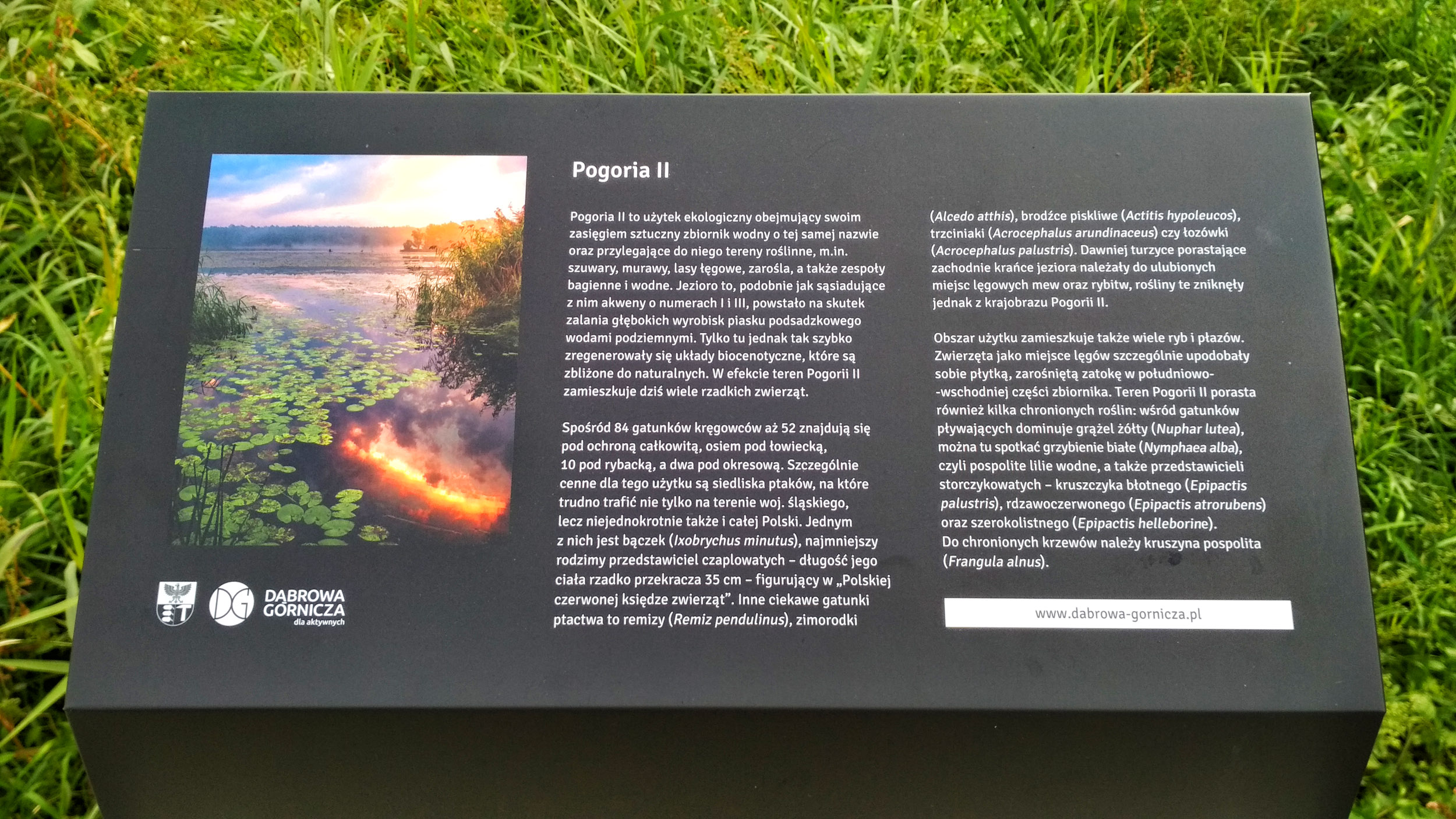
Pogoria II - tablica informacyjna
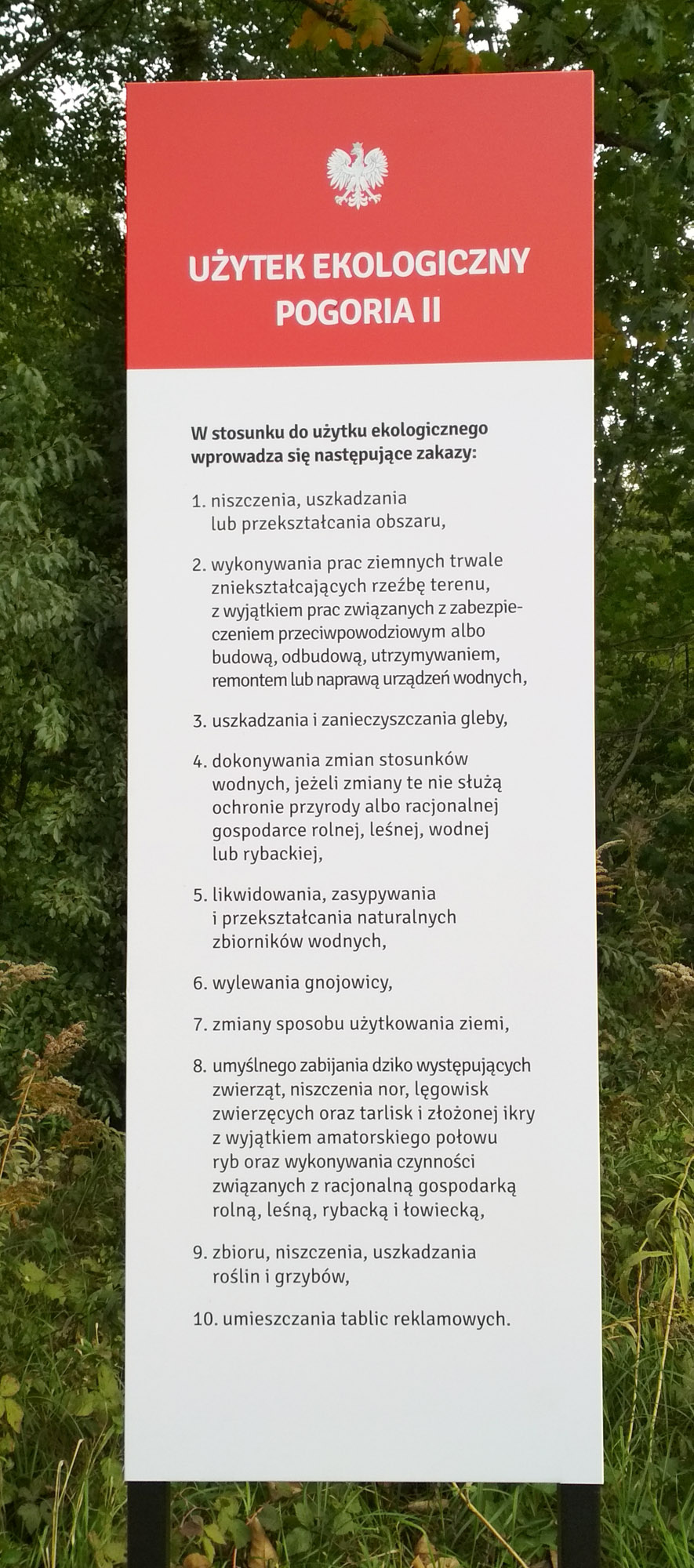
Pogoria II użytek ekologiczny - tablica informacyjna